# Капане Супериори (Алесандрија)
Капане Супериори је насеље у Италији у округу Алесандрија, региону Пијемонт.
Према процени из 2011. у насељу је живело 14 становника. Насеље се налази на надморској висини од 814 м.